# Nils Lundqvist
Nils Josef Lundqvist, född den 22 december 1875 i Viby, Örebro län, död 28 maj 1954 i Engelbrekts församling, Stockholm, var en svensk latinist, skolman, läroboksförfattare och lexikograf.

## Ungdom och utbildning
Nils Lundqvist var son till prosten Axel Lundqvist och Karin, född Falk. Han avlade mogenhetsexamen 1893 i Strängnäs och inskrevs följande år vid Uppsala universitet. Här blev han filosofie kandidat 1896, filosofie licentiat 1902 och filosofie doktor 1907 på den latinska avhandlingen Studia Lucanea – commentatio academica.

## Lärargärning
Parallellt med studierna hade Lundqvist redan 1897 börjat arbeta som lärare, och efter vikariat i bland annat Norrtälje och Nyköping kom han 1904 för sitt provår till Södra Latin i Stockholm, vilken skola han skulle bli trogen resten av sin karriär. Här blev han 1905 extra ordinarie lektor, avancerade 1909 till adjunkt och 1926 till ordinarie lektor. Hans undervisningsämnen var latin, grekiska och "modersmålet", som svenska då kallades.
År 1920 utnämndes Lundqvist även till läroverkets rektor efter Olof Örtenblad, en post han innehade till sin pensionering 1941. Han blev därefter skolans inspektor fram till 1950. Under hans rektorstid expanderade elevantalet, så att först en extra annexbyggnad fick införskaffas 1924 och senare en större tillbyggnad av själva huvudbyggnaden genomföras 1934-1935. Under dessa år verkställdes även de ändringar som föranleddes av 1928 års läroverksstadga.
Som lärare och rektor har Lundqvist - av eleverna kallad "Lunkan" - beskrivits som en "högrest och vältalig personlighet". En av hans elever, Sven Stolpe, skrev senare om sin lärare att denne "var en överlägsen pedagog, en stram, rak och strong lärare, som ändå var psykolog, som lånade mig vetenskaplig facklitteratur och i många avseenden förkroppsligade den klassiska bildningen". En annan elev, Erik Wettergren, skrev om Lundqvist att dennes "oklanderligt byggda vältalighet inte förmådde dölja de flöden av hjärtats värme och sinnets rättvisekrav, som gjorde att varje lärare, var pojke kunde känna trygghet under hans ledning". Carl Sundell har i sin bok om Södra Latins historia betecknat den Lundqvistska rektorseran som skolans "guldålder".
Nils Lundquist blev riddare av Vasaorden 1926 och riddare av Nordstjärneorden 1929. Vid hans 50-årsdag 1925 instiftade Södra Latins alumniförening ett stipendium i hans namn. Däremot missade han genom sin bortgång 1954 med kort marginal firandet av skolans 300-årsjubileum.

## Författargärning
Redan året efter sin disputation utgav Lundqvist tillsammans med G. Mellén Grekisk elementarbok och under åren skulle en rad ytterligare läroböcker i latin och grekiska följa. Lundqvist utgav även översättningar av klassiska texter, däribland två komedier av Plautus (Trinummus och Fångarne, 1925). På äldre dagar publicerade han i olika form hågkomster från sin egen skol- och lärartid (Läroverksminnen från Örebro, Strängnäs och Stockholm, 1940; Hågkomster från Södra latinläroverket, 1943).
Lundqvists mest bestående verk är dock det stora latinsk-svenska lexikon som han tillsammans med Axel W. Ahlberg och Gunnar Sörbom utarbetade för Norstedts. Den första utgåvan utkom 1945 och följdes av en utökad andra upplaga 1952. Den senare har betecknats som en klassiker och har fortsatt att nytryckas i ett halvt århundrade, senast 2001.

## Privatliv och övriga engagemang
Nils Lundqvist var mycket engagerad inom skolidrotten och var bland annat styrelseordförande i Sveriges skolungdoms gymnastik- och idrottsförbund 1936. Han var också ledamot av Sveriges landstormsförenings verkställande utskott och ledare för landstormspojkrörelsen.
Lundqvist var sedan 1911 gift med grosshandlardottern Inez Sofia Carlsson (1888–1977), med vilken han hade tre barn, däribland Arne Lundqvist.